# Východní Předměstí
Východní Předměstí – część ustawowego miasta Pilzna, położona w jego w południowe-wschodniej części. Leży na terenie gminy katastralnej Pilzno 2, Pilzno 3 i Pilzno 4.